# 上海来福士广场
31°14′05″N 121°28′20″E / 31.23464°N 121.47213°E
来福士广场（Raffles City）是中国上海市一座集商务、商业零售、休闲娱乐、餐饮于一体的综合型商业广场。位于上海市黃浦區福州路与西藏中路路口，邻近人民广场和南京路步行街，现已成为人民广场地区的新地标。广场是一座222米高共51层（包括地下2层）的建筑，其中包括了一个面积为4万平方米的8层大型购物中心。

## 历史
『来福士品牌』是新加坡凱德集团旗下的城市综合发展系列项目，凯德置地1986年在新加坡建成的来福士坊，是新加坡首个集购物商场、写字楼、会展中心和酒店等多种业态的多功能综合商业大楼，经过20多年的发展，已成为了新加坡的一张城市名片。『来福士』这一名字取自当代新加坡的创始人斯坦福·莱佛士爵士。
上海来福士广场基本复制了新加坡莱佛士城的商业模式，开业于2003年。主要投资商除新加坡凱德置地之外还包括有新加坡政府投资公司淡马锡控股、信和置業、新加坡政府产业投资有限公司、上海大光明集团，上海来福士广场也是当时新加坡在沪投资的最大项目。

## 购物中心设置
上海来福士广场的地下一层为特色小吃区，1楼至5楼为品牌服饰专卖店以及众多连锁美食店，6楼是以『大食代』为主的美食广场，7楼则为舒适堡健身房以及美容中心。毗邻的和平影都电影院也与来福士广场相连。

## 电梯配置
上海来福士广场电梯配置列表（全部为Otis高速升降机）
- No. 1-6（6部来往29/F-51/F楼层之办公电梯，双层）：1/2、29-30、35-51
- No. 7-12（6部来往5/F-28/F楼层之办公电梯，双层）：1/2、5-12、15-28
- No. 13（1部消防及服务电梯）：B3-2、5-30、32-51
- No. 14（1部大型载货电梯）：B3-2、5-12、14-30、32-52
- No. 15-16（2部停车场专用电梯）：B3-2

## 交通
- 来福士广场坐落在上海市中心的核心地带，交通十分便捷，三条上海轨道交通线路均可直达
  - 一号线、二号线、八号线：人民广场站

## 周边景点
- 上海人民广场
- 南京路步行街
- 上海书城
- 上海城市规划馆
- 上海博物馆
- 逸夫舞台